# Sybase Open 2000 - Qualificazioni singolare
Le qualificazioni del singolare  dello  Sybase Open 2000 sono state un torneo di tennis preliminare per accedere alla fase finale della manifestazione. I vincitori dell'ultimo turno sono entrati di diritto nel tabellone principale. In caso di ritiro di uno o più giocatori aventi diritto a questi sono subentrati i lucky loser, ossia i giocatori che hanno perso nell'ultimo turno ma che avevano una classifica più alta rispetto agli altri partecipanti che avevano comunque perso nel turno finale.
Le qualificazioni del torneo Sybase Open 2000 prevedevano 32 partecipanti di cui 4 sono entrati nel tabellone principale.

## Teste di serie
1. André Sá (secondo turno)
2. Agustín Calleri (secondo turno)
3. Xavier Malisse (ultimo turno)
4. Assente

1. Ville Liukko (Qualificato)
2. Bob Bryan (primo turno)
3. Lior Mor (primo turno)
4. Vasilīs Mazarakīs (primo turno)

## Qualificati
1. Eric Taino
2. Jeff Salzenstein

1. Ville Liukko
2. James Blake

## Tabellone

### Legenda
| - Q = Qualificato - WC = Wild card - LL = Lucky loser | - ALT = Alternate - SE = Special Exempt - PR = Protected Ranking | - w/o = Walkover - r = Ritirato - d = Squalificato |

### Sezione 1
|  | Primo turno     | Primo turno     | Primo turno     | Primo turno | Primo turno |  |  | Secondo turno | Secondo turno | Secondo turno | Secondo turno | Secondo turno |   |   | Ultimo turno | Ultimo turno | Ultimo turno | Ultimo turno | Ultimo turno |  |
|  |                 |                 |                 |             |             |  |  |               |               |               |               |               |   |   |              |              |              |              |              |  |
|  | 1               | André Sá        | André Sá        | 6           | 6           |  |  |               |               |               |               |               |   |   |              |              |              |              |              |  |
|  |                 | Taylor Dent     | Taylor Dent     | 2           | 4           |  |  | 1             | André Sá      | André Sá      | 1             | 4             |   |   |              |              |              |              |              |  |
|  | Eric Taino      | Eric Taino      | Eric Taino      | 6           | 7           |  |  |               | Eric Taino    | Eric Taino    | 6             | 6             |   |   |              |              |              |              |              |  |
|  | Fredrik Giers   | Fredrik Giers   | Fredrik Giers   | 4           | 63          |  |  |               |               |               |               |               |   |   | Eric Taino   | Eric Taino   | 3            | 6            | 6            |  |
|  | Michael Joyce   | Michael Joyce   | Michael Joyce   | 6           | 6           |  |  |               |               | Michael Joyce | Michael Joyce | 6             | 4 | 2 |              |              |              |              |              |  |
|  | Oren Motevassel | Oren Motevassel | Oren Motevassel | 2           | 2           |  |  | Michael Joyce | Michael Joyce | Michael Joyce | 6             | 6             |   |   |              |              |              |              |              |  |
|  |                 | Eyal Erlich     | 1               | 6           | 6           |  |  | Eyal Erlich   | Eyal Erlich   | Eyal Erlich   | 4             | 3             |   |   |              |              |              |              |              |  |
|  | 7               | Lior Mor        | 6               | 1           | 3           |  |  |               |               |               |               |               |   |   |              |              |              |              |              |  |

### Sezione 2
|  | Primo turno     | Primo turno       | Primo turno       | Primo turno | Primo turno |  |  | Secondo turno    | Secondo turno    | Secondo turno    | Secondo turno    | Secondo turno    |   |   | Ultimo turno    | Ultimo turno    | Ultimo turno    | Ultimo turno | Ultimo turno |  |
|  |                 |                   |                   |             |             |  |  |                  |                  |                  |                  |                  |   |   |                 |                 |                 |              |              |  |
|  | 2               | Agustín Calleri   | Agustín Calleri   | 6           | 6           |  |  |                  |                  |                  |                  |                  |   |   |                 |                 |                 |              |              |  |
|  |                 | David Wheaton     | David Wheaton     | 3           | 4           |  |  | 2                | Agustín Calleri  | Agustín Calleri  | 4                | 4                |   |   |                 |                 |                 |              |              |  |
|  | Scott Humphries | Scott Humphries   | Scott Humphries   | 6           | 6           |  |  |                  | Scott Humphries  | Scott Humphries  | 6                | 6                |   |   |                 |                 |                 |              |              |  |
|  | Mike Bryan      | Mike Bryan        | Mike Bryan        | 2           | 4           |  |  |                  |                  |                  |                  |                  |   |   | Scott Humphries | Scott Humphries | Scott Humphries | 5            | 4            |  |
|  | Nenad Zimonjić  | Nenad Zimonjić    | Nenad Zimonjić    | 6           | 6           |  |  |                  |                  | Jeff Salzenstein | Jeff Salzenstein | Jeff Salzenstein | 7 | 6 |                 |                 |                 |              |              |  |
|  | Dušan Vemić     | Dušan Vemić       | Dušan Vemić       | 2           | 4           |  |  | Nenad Zimonjić   | Nenad Zimonjić   | Nenad Zimonjić   | 3                | 2                |   |   |                 |                 |                 |              |              |  |
|  |                 | Jeff Salzenstein  | Jeff Salzenstein  | 6           | 6           |  |  | Jeff Salzenstein | Jeff Salzenstein | Jeff Salzenstein | 6                | 6                |   |   |                 |                 |                 |              |              |  |
|  | 8               | Vasilīs Mazarakīs | Vasilīs Mazarakīs | 2           | 4           |  |  |                  |                  |                  |                  |                  |   |   |                 |                 |                 |              |              |  |

### Sezione 3
|  | Primo turno         | Primo turno         | Primo turno    | Primo turno | Primo turno |  |  | Secondo turno | Secondo turno  | Secondo turno  | Secondo turno | Secondo turno |   |   | Ultimo turno | Ultimo turno   | Ultimo turno | Ultimo turno | Ultimo turno |  |
|  |                     |                     |                |             |             |  |  |               |                |                |               |               |   |   |              |                |              |              |              |  |
|  | 3                   | Xavier Malisse      | Xavier Malisse | 1           | 5           |  |  |               |                |                |               |               |   |   |              |                |              |              |              |  |
|  |                     | Grant Stafford      | Grant Stafford | 6           | 4r          |  |  | 3             | Xavier Malisse | 64             | 7             | 6             |   |   |              |                |              |              |              |  |
|  | Jonathan Stark      | Jonathan Stark      | Jonathan Stark | 6           | 6           |  |  |               | Jonathan Stark | 7              | 5             | 3             |   |   |              |                |              |              |              |  |
|  | Marcello Craca      | Marcello Craca      | Marcello Craca | 2           | 1           |  |  |               |                |                |               |               |   |   | 3            | Xavier Malisse | 6            | 1            | 2            |  |
|  | Zack Fleishman      | Zack Fleishman      | 6              | 3           | 6           |  |  |               |                | 5              | Ville Liukko  | 1             | 6 | 6 |              |                |              |              |              |  |
|  | Mashiska Washington | Mashiska Washington | 2              | 6           | 3           |  |  |               | Zack Fleishman | Zack Fleishman | 5             | 5             |   |   |              |                |              |              |              |  |
|  | 5                   | Ville Liukko        | 6              | 4           | 6           |  |  | 5             | Ville Liukko   | Ville Liukko   | 7             | 7             |   |   |              |                |              |              |              |  |
|  |                     | Alexander Waske     | 1              | 6           | 3           |  |  |               |                |                |               |               |   |   |              |                |              |              |              |  |

### Sezione 4
|  | Primo turno      | Primo turno      | Primo turno      | Primo turno | Primo turno |  |  | Secondo turno    | Secondo turno    | Secondo turno    | Secondo turno | Secondo turno |   |   | Ultimo turno | Ultimo turno | Ultimo turno | Ultimo turno | Ultimo turno |  |
|  |                  |                  |                  |             |             |  |  |                  |                  |                  |               |               |   |   |              |              |              |              |              |  |
|  | Harel Levy       | Harel Levy       | 6                | 4           | 6           |  |  |                  |                  |                  |               |               |   |   |              |              |              |              |              |  |
|  | Ryan Wolters     | Ryan Wolters     | 3                | 6           | 3           |  |  | Harel Levy       | Harel Levy       | Harel Levy       | 63            | 4             |   |   |              |              |              |              |              |  |
|  | James Blake      | James Blake      | 6                | 63          | 6           |  |  | James Blake      | James Blake      | James Blake      | 7             | 6             |   |   |              |              |              |              |              |  |
|  | Michael Tebbutt  | Michael Tebbutt  | 3                | 7           | 3           |  |  |                  |                  |                  |               |               |   |   | James Blake  | James Blake  | James Blake  | 7            | 6            |  |
|  | Lucas Arnold Ker | Lucas Arnold Ker | Lucas Arnold Ker | 6           | 6           |  |  |                  |                  | Jared Palmer     | Jared Palmer  | Jared Palmer  | 5 | 4 |              |              |              |              |              |  |
|  | Chris Magyary    | Chris Magyary    | Chris Magyary    | 2           | 4           |  |  | Lucas Arnold Ker | Lucas Arnold Ker | Lucas Arnold Ker | 3             | 2             |   |   |              |              |              |              |              |  |
|  |                  | Jared Palmer     | 3                | 6           | 6           |  |  | Jared Palmer     | Jared Palmer     | Jared Palmer     | 6             | 6             |   |   |              |              |              |              |              |  |
|  | 6                | Bob Bryan        | 6                | 3           | 0           |  |  |                  |                  |                  |               |               |   |   |              |              |              |              |              |  |